# Рънауейс
The Runaways е тийнейджърска рок група от 70-те години на XX век, съставена изцяло от момичета. Групата е най-известна с хитовете „Cherry Bomb“, „Queens of Noise“, „Rock n Roll“, „Neon Angels (On the Road to Ruin)“, и „Born to Be Bad“. Кариерата на бандата е кратка – от 1975 до 1979 година.
През 2010 година е направен филм за рок групата с участието на Кристен Стюарт в ролята на Джоун Джет и Дакота Фанинг като Шъри Къри – виж The Runaways (филм).

## История

### Ранни години
The Runaways са се образували в края на 1975 от барабанистката Санди Уест и ритъм китаристката Джоун Джет, след като те били запознати от продуцента Kim Fowley, той дава телефонния номер на Джет на West. Двете се срещат в дома на West и по-късно се обаждат на Fowley за да ги чуе как свирят. Fowley помага на момичета да намерят други членове за групата. Две десетилетия по-късно, той казва, „Не аз събрах The Runaways заедно, на мен ми хрумна една идея, те също имаха идеи, всички ние се срещнахме, имаше нужда от такава група, дойдоха пет момичета, бяха тези, които хората харесаха.“ 
Започвайки като мощно трио с певицата / басист Micki Steele, The Runaways започват да свирят по клубове и партита около Лос Анджелис. Те почти веднага включват в групата китаристката Lita Ford, която първоначално се явява на прослушване за бас китара. Steele е уволнена от групата, тя по-късно свири в The Bangles. Басистката Peggy Foster поема бас китарата, но напусна след един месец. Вокалистката Cherie Currie намират в местен нощен тийнейджърски клуб, наречена Sugar Shack.

### Години на слава
The Runaways подписват с Mercury Records през 1976 г. и техният дебютен албум, The Runaways, е издаден скоро след това. Групата обикаля САЩ и свири в шоу програми. По-важни шоу програми са с участието на Cheap Trick, Tom Petty and the Heartbreakers и Van Halen. В документалния филм Edgeplay: A film about The Runaways, режисиран от бившата Runaway басистка Vicki Blue (известна още като Victory Tischler-Blue) разказва, че всички момичета са имали свои идоли: Currie се опитвала да прилича на David Bowie, Джет на Сузи Куатро и Кийт Ричардс, Ford е кръстоска между Джеф Бек и китариста на Deep Purple – Ritchie Blackmore, West на барабаниста на Queen – Roger Taylor, и Fox на вокалиста и басист на Kiss – Gene Simmons.
Техният втори албум, Queens of Noise издават 1977 и бандата тръгва на световно турне. The Runaways бързо се превръща в идол на нарастващото движение пънк рок. Групата (вече излязлва на West Coast пънк сцената) формира съюзи с най-вече-мъжки пънк групи, като например Blondie, The Ramones и The Dead Boys (от New York City's CBGB) и с групи на британската пънк сцена The Damned, Generation X и The Sex Pistols.
През лятото на 1977 групата пристига в Япония за участието в няколко шоута. The Runaways стават на 4-то място в музикалната класация на Япония, по това време след ABBA, Кис (Kiss) и Led Zeppelin по отношение на продажба на албуми и популярност. Момичетата не са били подготвени за атаката на фенове, които ги посрещат на летището. Масовата истерия по-късно е описано от китаристката Джет като „като Бийтълс мания“. Докато са в Япония, The Runaways имат многобройни телевизионни изяви и издават концертен албум наживо Live in Japan който става златен. В Япония, Fox напуска групата малко преди групата планирано да се появи на музикаления фестивал в Токио 1977. Джет временно поема бас китарата и когато групата се завръща у дома, те заменят Fox с Victory Tischler-Blue.
Съобщава се, че през 1977 те са изхвърлени от фотосесия на Дисниленд (Disneyland) заради съмнения за хомосексуализъм. След този случай Currie напуска групата. Джет, която дотогава е подпомагала с вокал Currie, става главна вокалистка на групата. Групата издават техния четвърти албум, Waitin' For The Night и започват световно турне заедни с техните приятели The Ramones. Currie издава соло албум Beauty's Only Skin Deep, продуциран от Kim Fowley, и започва отделно турне в САЩ, в което се сключва и нейната еднояйчна близначка Marie. Mercury Records избира да не издава албума на Currie в Щатите, въпреки че по това време може да се внесе на по-висока цена от Франция. През 1980, сестрите Cherie и Marie Currie, издават зле приетия от поп-рок обществото албум Messin' With The Boys, продуциран от Steve Lukather, който по-късно се жени за Marie Currie.

### Хронология
| Години | Месеци  | Барабани, Перкусии, Триъгалник и Вокали | Ритъм китара & Вокали | Бас китара                        | Соло китара | Соло вокал & Клавирни инструменти |
| ------ | ------- | --------------------------------------- | --------------------- | --------------------------------- | ----------- | --------------------------------- |
| 1975   | 8 – 10  | Sandy West                              | Джоун Джет            | Micki Steele                      | -           | -                                 |
| 1975   | 10 – 11 | Sandy West                              | Джоун Джет            | Micki Steele                      | Lita Ford   | -                                 |
| 1975   | 11 – 12 | Sandy West                              | Джоун Джет            | Peggy Foster                      | Lita Ford   | Cherie Currie                     |
| 1975   | 12      | Sandy West                              | Джоун Джет            | Jackie Fox                        | Lita Ford   | Cherie Currie                     |
| 1976   | 1 – 12  | Sandy West                              | Джоун Джет            | Jackie Fox                        | Lita Ford   | Cherie Currie                     |
| 1977   | 1 – 6   | Sandy West                              | Джоун Джет            | Jackie Fox                        | Lita Ford   | Cherie Currie                     |
| 1977   | 6 – 7   | Sandy West                              | Джоун Джет            | Джоун Джет                        | Lita Ford   | Cherie Currie                     |
| 1977   | 7 – 8   | Sandy West                              | Джоун Джет            | Vicki Blue                        | Lita Ford   | Cherie Currie                     |
| 1977   | 8 – 12  | Sandy West                              | Джоун Джет            | Vicki Blue                        | Lita Ford   | -                                 |
| 1978   | 1 – 9   | Sandy West                              | Джоун Джет            | Vicki Blue                        | Lita Ford   | -                                 |
| 1978   | 9 – 12  | Sandy West                              | Джоун Джет            | Alecia Kathleen Love MacGranaghan | Lita Ford   | -                                 |
| 1979   | 1 – 4   | Sandy West                              | Джоун Джет            | Alecia Kathleen Love MacGranaghan | Lita Ford   | -                                 |

## Дискография
- The Runaways (1976), #194 US [4]
- Queens of Noise (1977), #172 US [4]
- Waitin' for the Night (1977)
- And Now... The Runaways (1978), международно издание
- Flaming Schoolgirls (1980), компилация от премахнати песни от първите албуми
- Little Lost Girls (1981), преиздаден албум на американската версия на And Now... The Runaways

Албуми на живо:
- Live in Japan (1977)

Съставни албуми (компилации):
- I Love Playin' With Fire (1982) компилация
- The Best Of The Runaways (1982) компилация
- Born to be Bad (1991), компилация на ранните демо-записи
- Neon Angels (1992) компилация
- The Runaways featuring Joan Jett and Lita Ford (1997) компилация
- 20th Century Masters-The Millennium Collection: The Best Of The Runaways (2005) компилация
- Mercury Albums Anthology (2010) колекция от първите четири албума